# Commission d’enquête internationale indépendante sur le territoire palestinien occupé, y compris Jérusalem-Est, et en Israël
La Commission d’enquête internationale indépendante sur le territoire palestinien occupé est une mission d’établissement des faits des Nations unies pour enquêter sur d’éventuels crimes de guerre et autres abus commis en Israël et dans les territoires palestiniens occupés créée à la suite de la crise israélo-palestinienne de 2021 par le Conseil des droits de l’homme des Nations unies.

## Membres de la Commission
La président de la commission Navi Pillay (représentant l'Afrique du Sud), Miloon Kothari (représentant l'Inde) et Chris Sidoti ( représentant l'Australie) sont membres de la commission,.

## Mandat
La commission fait un rapport au Conseil des droits de l’homme chaque année à partir de juin 2022. Contrairement aux missions d'enquête précédentes, l'enquête est toujours ouverte et examine « toutes les causes profondes sous-jacentes des tensions récurrentes, de l'instabilité et de la prolongation des conflits, y compris la discrimination et la répression systématiques fondées sur l'identité nationale, ethnique, raciale ou religieuse ».

### Oppositions et réponses
Les effectifs ont été réduits de 24  à   18 personnes à la suite d'une campagne américano-israélienne visant à réduire le budget de la Commission. Le 17 février 2022, Israël a déclaré qu’il ne coopérerait pas avec la commission, invoquant un manque de neutralité et un parti pris. Fin mars 2022, 68 sénateurs américains ont signé une lettre adressée au secrétaire d’État Antony Blinken, appelant l’administration Biden à user de son influence pour interrompre l’enquête. En juin 2023, les États-Unis et Israël se sont joints à 25 pays pour condamner le caractère ouvert de l'enquête de l'ONU et « l'attention disproportionnée accordée depuis longtemps à Israël au sein du Conseil ». En réponse, Miloon Kothari a déclaré : « Il semble qu'aucune clause de caducité n'ait été recommandée à Israël pour mettre fin à l'occupation tant que l'occupation continue, l'ONU doit enquêter sur l'occupation. Nous aimerions voir la fin de l'occupation. »

## Rapports
Le premier rapport annuel (A/HRC/50/21) à l’Assemblée générale a été publié le 7 juin 2022. Le rapport indique que mettre fin à l’occupation ne serait pas suffisant. Selon lui, la cause profonde des problèmes réside dans « l’occupation perpétuelle » sans intention d’y mettre fin et dans le fait qu’Israël souhaite « exercer un contrôle total » sur la zone que l'État occupe. Israël a refusé l'accès à son territoire ou aux territoires palestiniens pour la commission. Pour autant, des témoignages palestiniens et israéliens ont été recueillis à Genève et en Jordanie. Le ministère israélien des Affaires étrangères et le département d'État américain ont rejeté le rapport, le jugeant partial,. Lors de la présentation officielle du rapport à la 50e session du Conseil des droits de l’homme, le 13 juin 2022, le représentant des États-Unis a lu une déclaration s’opposant au mandat confié au Comité, affirmant qu’il s’agissait d’un examen injuste d’Israël. Parmi eux, les États-Unis et Israël, vingt-deux pays, dont la plupart ne sont pas membres du CDH, ont signé la déclaration. S'adressant au Conseil, Navi Pillay a déclaré : « Étant donné le refus clair d'Israël de prendre des mesures concrètes pour mettre en œuvre les conclusions et recommandations des commissions précédentes, la communauté internationale doit de toute urgence explorer de nouvelles façons de garantir le respect du droit international. » Elle a également critiqué l'Autorité palestinienne pour son incapacité à organiser des élections législatives et présidentielles et les dirigeants de Gaza pour leur incapacité à respecter les normes des droits de l'homme.
Le 20 octobre 2022, la commission a publié un rapport (A/77/328) à l’Assemblée générale des Nations Unies, appelant le Conseil de sécurité à mettre fin à « l’occupation permanente » d’Israël en Cisjordanie et les États membres de l’ONU à poursuivre individuellement les responsables israéliens. Le rapport a trouvé des « motifs raisonnables » de conclure que l'occupation « est désormais illégale au regard du droit international en raison de sa permanence » et de la « politique d'annexion de facto » d'Israël. La commission a demandé qu'un avis consultatif de la Cour internationale de justice déclarant l'occupation illégale soit obtenu. L'ex Premier ministre israélien Yair Lapid a déclaré que le rapport était « biaisé, faux, incitant à la haine et manifestement déséquilibré » et a tweeté que « toutes les critiques contre Israël ne sont pas de l’antisémitisme, mais ce rapport a été écrit par des antisémites et est un rapport clairement antisémite ».
Le 2 juin 2023, la commission a présenté un rapport (A/HRC/53/CRP.1) accusant Israël de réduire au silence la voix de la société civile et les ONG palestiniennes et entend enquêter sur la violence des colons israéliens et son lien avec l'annexion de la Cisjordanie : « Nous sommes très préoccupés par l'augmentation des activités violentes des colons au cours des derniers mois… Cela devient un moyen par lequel l'annexion est assurée au-delà de l'occupation. »
Le deuxième rapport annuel (A/78/198) à l'Assemblée générale a été publié le 5 septembre 2023 et indique que « la Commission constate que les opérations de plus en plus militarisées des forces de l'ordre israéliennes et les attaques répétées d'Israël contre Gaza et la Cisjordanie visent à maintenir son occupation illégale depuis 56 ans. »

### Guerre à Gaza depuis 2023
Le 19 juin 2024, la commission a présenté son premier rapport sur la guerre à Gaza au Conseil des droits de l’homme des Nations Unies lors de sa 56e session ordinaire. Le rapport est la première enquête approfondie de l'ONU sur le conflit et couvre la période du 7 octobre, date de l'attaque surprise du Hamas sur le territoire israélien au 31 décembre 2023,. Dans son rapport (A/HRC/56/26), la Commission a affirmé que le Hamas et Israël avaient tous deux commis des crimes de guerre et que les actions d'Israël constituaient également des crimes contre l'humanité,. Le rapport a révélé que l'aile militaire du Hamas et six autres groupes armés palestiniens sont responsables de crimes de guerre consistant en attaques intentionnelles contre des civils, meurtres ou homicides volontaires, tortures, traitements inhumains ou cruels, destruction ou saisie de biens d'un adversaire, atteintes à la dignité personnelle et prise d'otages, y compris d'enfants,. En ce qui concerne les opérations et attaques militaires israéliennes à Gaza, la commission a conclu que les autorités israéliennes sont responsables des crimes de guerre suivants : famine comme méthode de guerre, meurtre ou homicide volontaire, attaques intentionnelles contre des civils et des biens civils, transfert forcé, violences sexuelles, torture et traitements inhumains ou cruels, détention arbitraire et atteintes à la dignité personnelle. Elle a également conclu qu’Israël avait commis de nombreux crimes contre l’humanité, notamment l’extermination de Palestiniens et la persécution sexiste visant les hommes et les garçons palestiniens,,. La commission a déclaré avoir soumis 7 000 éléments de preuve à la Cour pénale internationale concernant les crimes commis par Israël et le Hamas, dans le cadre de l' enquête de la Cour pénale internationale en Palestine.
Le troisième rapport annuel (A/79/232) à l’Assemblée générale a été publié le 11 septembre 2024 et examine le traitement des détenus et des otages ainsi que les attaques contre les installations médicales, palestiniennes et internationales, et le personnel médical du 7 octobre 2023 à août 2024 à Gaza.